# Recurs natural

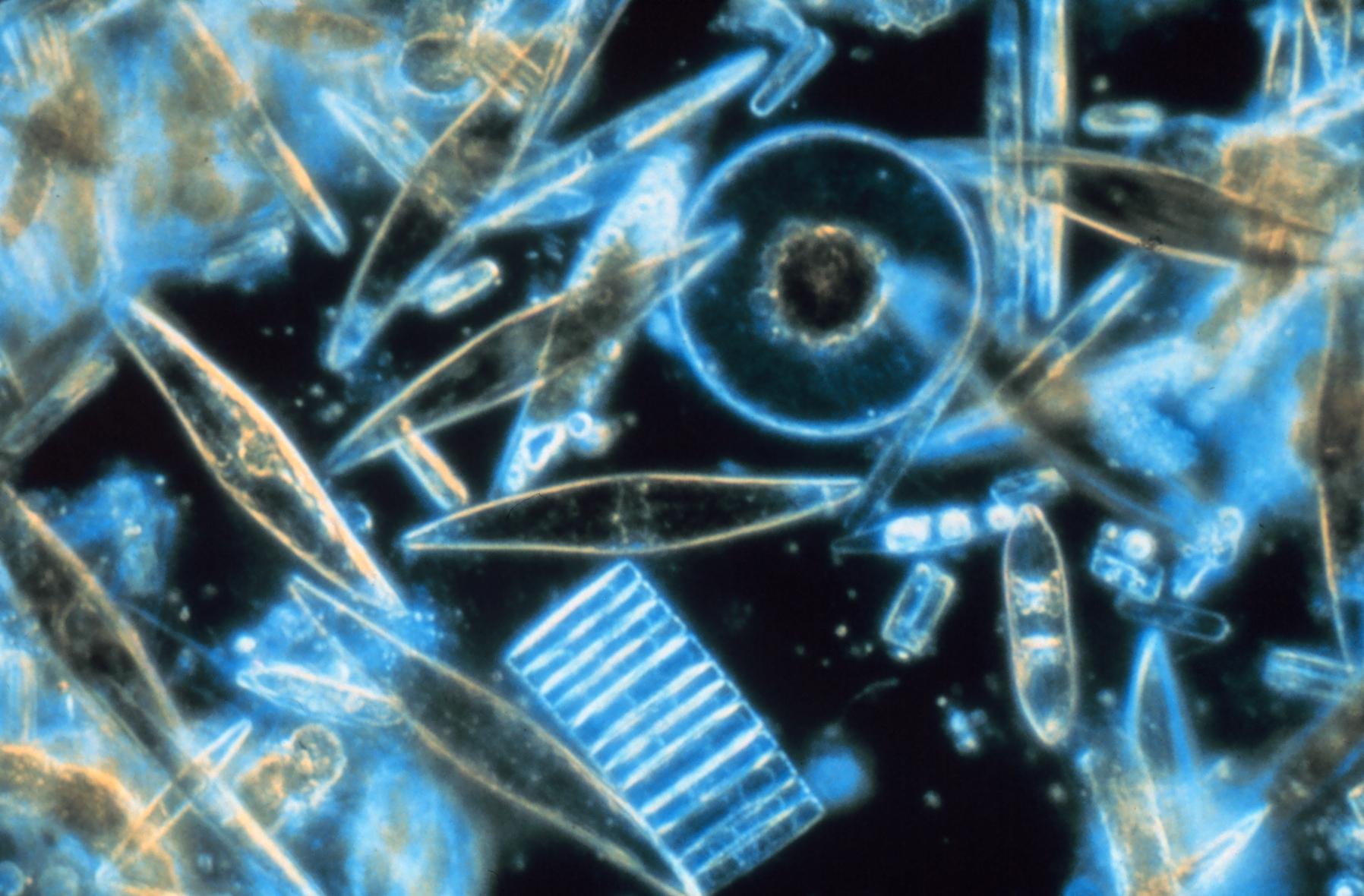
El plàncton absorbeix la major part de diòxid de carboni de l'atmosfera, actuant com a embornal de carboni. És un recurs natural en forma de servei de l'ecosistema.

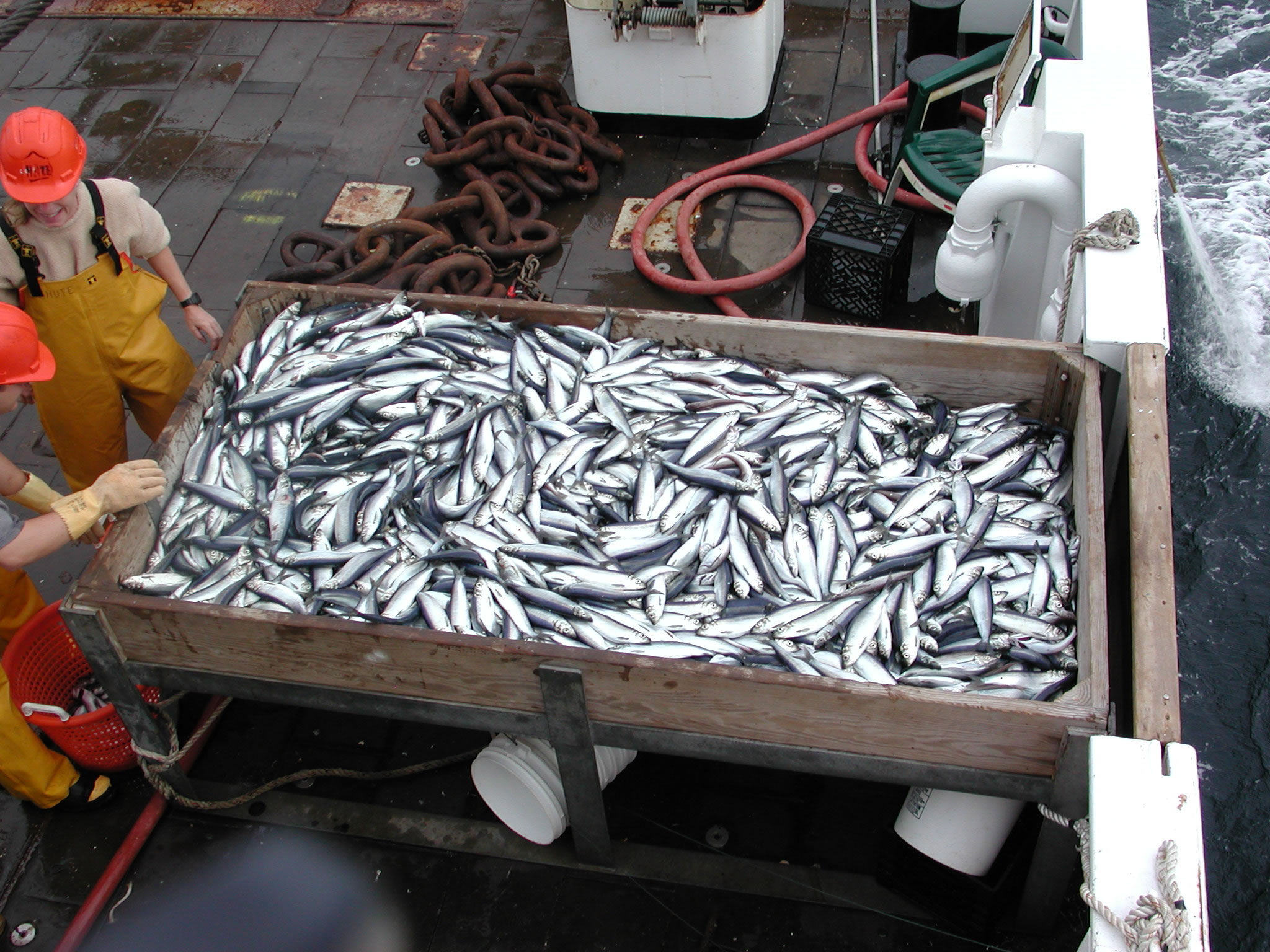
Captura d'arengades.

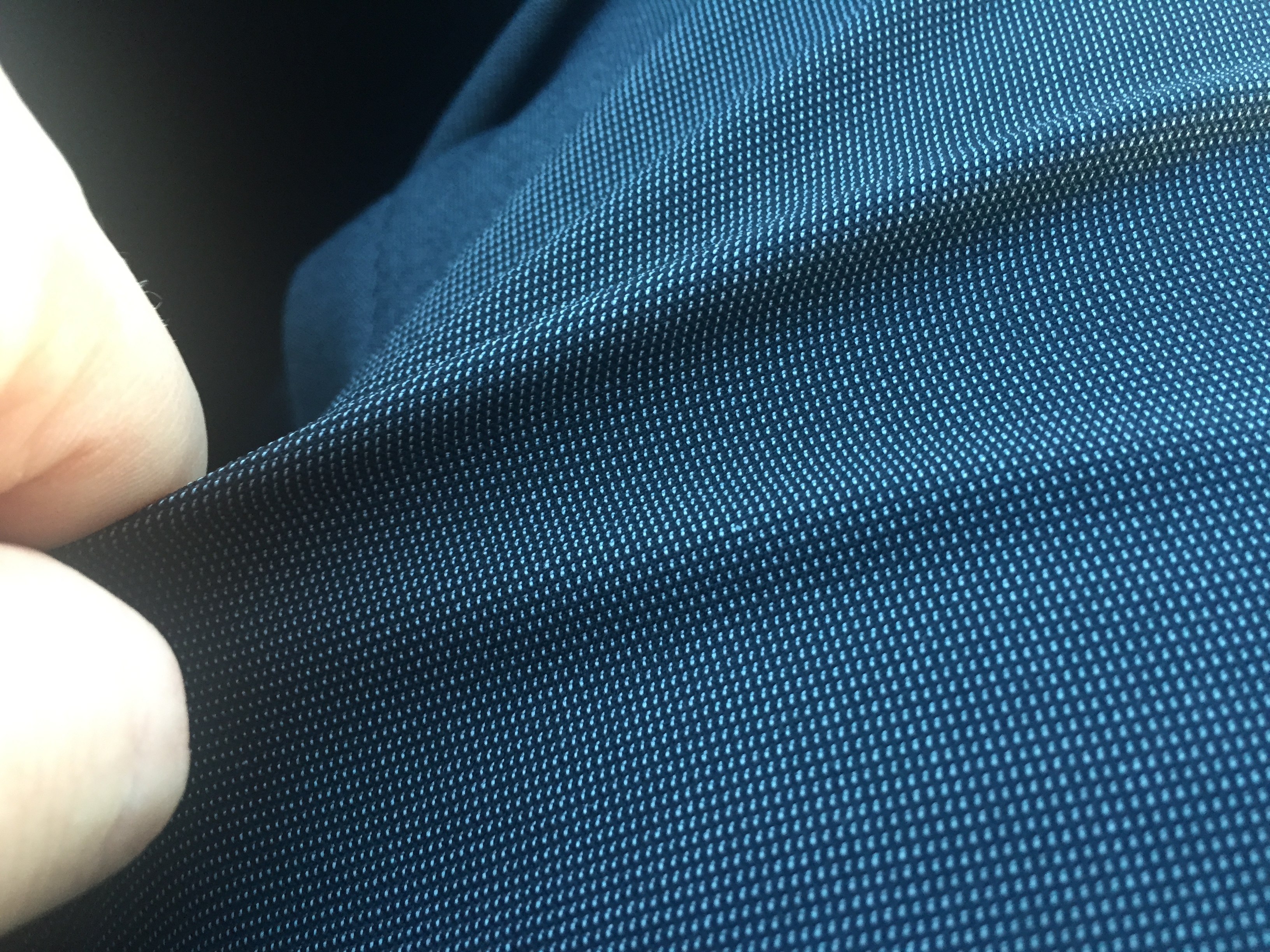
El polièster del que està feta molta roba prové del petroli, un recurs natural no renovable

Els recursos naturals són el conjunt de recursos materials i en forma de serveis que procedeixen de la natura a la Terra i són utilitzats pels humans. Són finits, ja que formen part del medi ambient, que també ho és, incloent la biodiversitat i la geodiversitat existent en diversos ecosistemes.
Alguns dels recursos naturals com la llum solar i l'aire es troben en algun moment "a tot arreu" però la majoria són recursos localitzats a petites àrees. Dels recursos naturals depenen la resta de recursos i béns dels humans, per això la capacitat de càrrega de la Terra es limitada.
Els humans fa anys que en fan una gestió insostenible, amb una forta sobreexplotació i manca de justícia ambiental que provoca forts impactes ambientals i socials, incloent la biopirateria, el racisme ambiental i deutes ecològics entre molts d'altres. Les conseqüències més importants són la pèrdua de la biodiversitat (i per tant fer els humans més vulnerables a nous virus i epidèmies), el canvi climàtic i el col·lapse econòmic a causa de l'esgotament dels recursos energètics i de matèries primeres, a més de la mala repartició dels aliments.

## Classificació
Hi ha diversos mètodes de categorització dels recursos naturals, aquests inclouen si la font d'origen és viva o no, segons el seu nivell d'explotació, i segons la seva renovabilitat.

### Segons l'origen
- Biòtics – els recursos biòtics s'obtenen de la biosfera (de la vida i de material orgànic), tal com són boscos i els animals, i els materials que es poden obtenir a partir d'ells. Els combustibles fòssils tals com el carbó i el petroli també s'inclouen en aquesta categoria pel fet que es formen a partir de matèria orgànica en descomposició.
- Abiòtics  - recursos abiòtics són aquells que provenen d'éssers no vius o de material no orgànic. Exemples de recursos abiòtics inclouen la terra l'aigua dolça, l'aire i els metalls pesants, incloent minerals com l'or, el ferro, coure, plata, etc.

### Segons el temps d'explotació
- Potencials- els recursos potencials són els que existeixen en una regió i es pot utilitzar en el futur. Per exemple, un nou jaciment de petroli fins al moment en què realment no es perfori i no es posi en ús continua sent un recurs potencial.
- Reals - els recursos reals són els que han estat objecte de reconeixement, la seva quantitat i qualitat està determinada i s'estan utilitzant en l'actualitat. Seria el petroli que en aquest moment s'utilitza per a fer matèries primeres o cremant-lo per a obtenir calor.
  - De reserva - és la part d'un recurs real que es pot desenvolupar de manera rendible en el futur s'anomenen un recurs per servei. Per exemple, les reserves de petroli.
- D'estoc - són aquells que han estat objecte de reconeixement però no poden ser utilitzats pels organismes per causa de la falta de tecnologia. Per exemple la imaginària font d'energia a partir de la fusió d'hidrogen.

### Segons la sostenibilitat de la seva explotació
Molts recursos naturals es poden separar en renovables o no renovables. És important tenir en compte que aquest concepte depèn no únicament de la velocitat en que es forma, capta i tracta sinó també de la que es consumeix. No renovable és qualsevol recurs del qual es consumeix més, o a una velocitat major, que la que necessita per generar-se.
- Renovables  - La quantitat d'alguns d'aquests recursos, com la llum del sol o el vent, no es veu sensiblement afectada pel consum humà. En canvi, per exemple l'aire o l'aigua, són finits i poden deixar de ser útils si, per exemple, estan contaminats. Els recursos provinents des d'una perspectiva d'ús humà es classifiquen com renovables només mentre la taxa de reposició/recuperació sigui superior al de la taxa de consum. Així, per exemple, els agrocombustibles no són renovables perquè cal massa quantitat de terreny i massa temps per a renovar-se.
- No renovables - Els minerals (urani, gas natural (metà), petroli, coltà, liti, etc.) són el recurs més clàssicament inclòs en aquesta categoria però també ho són molts recursos d'origen agrícola i animal que es fan servir per a usos energètics, alimentaris (per exemple, la sobrexplotacó pesquera), farmacològics o d'altra mena. Des del punt de vista humà, els recursos no són renovables quan la seva taxa de consum supera la taxa de reposició/recuperació.[1] però el carbó i el petroli no poden ser reciclats[2]